# Douchy-lès-Ayette
Douchy-lès-Ayette je francouzská obec v departementu Pas-de-Calais v regionu Hauts-de-France. Žije zde 295 obyvatel.

## Geografie

### Sousední obce
| Růžice kompasu |                | Adinfer           | Boiry-Sainte-Rictrude | Růžice kompasu |
| Růžice kompasu | Monchy-au-Bois | Sever             |                       | Růžice kompasu |
| Růžice kompasu | Monchy-au-Bois | Douchy-lès-Ayette |                       | Růžice kompasu |
| Růžice kompasu | Monchy-au-Bois | Jih               |                       | Růžice kompasu |
| Růžice kompasu | Bucquoy        |                   | Ayette                | Růžice kompasu |

## Vývoj počtu obyvatel
Počet obyvatel